# عبد الرؤوف دفري
عبد الرؤوف دفري (بالفرنسية: Abdel Raouf Dafri)‏ (مواليد 13 أغسطس 1964 في مرسيليا وترعرع بالقرب من ليل ) هو كاتب سيناريو سينمائي وتلفزيوني فرنسي حائز على جائزة سيزار . ولد في عائلة من أصل جزائري.

## روابط خارجية
- عبد الرؤوف دفري على موقع IMDb (الإنجليزية)
- عبد الرؤوف دفري على موقع ألو سيني (الفرنسية)
- عبد الرؤوف دفري على موقع أول موفي (الإنجليزية)
- عبد الرؤوف دفري على موقع قاعدة بيانات الأفلام السويدية (السويدية)
- عبد الرؤوف دفري على موقع كينوبويسك (الروسية)

- عبد الرؤوف دفري في قاعدة بيانات الأفلام على الإنترنت